# Neykov
Neykov  (ucraniano: Нейкове) es una localidad del Raión de Berezivka en el Óblast de Odesa de Ucrania. Según el censo de 2001, tiene una población de 533 habitantes.